# Ferdinand Piper
Ferdinand Karl Wilhelm Piper (* 17. Mai 1811 in Stralsund; † 28. November 1889 in Berlin) war ein deutscher Kirchenhistoriker und Hochschullehrer.

## Leben
Piper war Sohn des Lehrers Johann Heinrich S. Piper. Er besuchte von 1818 bis 1829 das Gymnasium Stralsund. In dieser Zeit erhielt er auch eine Ausbildung an der Flöte und an der Orgel. 1829 ging er an die Universität Berlin. Von dort wollte er eigentlich an die Universität Bonn wechseln, kam jedoch an die Universität Göttingen. Hier studierte er bis 1833, befasste sich auch schriftstellerisch etwas mit Mathematik und nahm unter anderem auch zu Carl Friedrich Gauß Kontakt auf. Anschließend war er in Göttingen als Repetent tätig. Am 20. Juni 1835 wurde er mit der Dissertation De externa vitae Jesu chronologia recte constituenda zum Lic. theol. promoviert. Später führte er außerdem den Titel eines Dr. theol.
Piper habilitierte sich 1840 auf die Anregung August Neanders an der Berliner Universität im Fach Kirchengeschichte und wirkte anschließend als Privatdozent. 1842 erfolgte die Ernennung zum außerordentlichen Professor für Kirchengeschichte und christliche Archäologie. 1849 baute er mit Unterstützung des Königs Friedrich Wilhelm IV. das Christliche Museum der Universität Berlin auf, das mindestens bis 1920 bestand. Er war dessen erster Direktor von 1849 bis zu seinem Tod. Ein Nachfolger als Direktor und Professor wurde Nikolaus Müller. Im Museum, wie auch später auf Reisen, kam er auch mit dem Kronprinzen Friedrich in Kontakt.
Piper konnte, durch die königliche Familie unterstützt, eine Reform des evangelischen Kalenders betreiben, wobei er Heiligennamen durch Männer, die sich um die evangelische Kirche verdient gemacht hatten, ersetzte. Von Berlin aus gab er von 1850 bis 1870 das Werk Evangelischer Kalender und Jahrbuch heraus. Zudem gelang es ihm in Berlin eines der ersten Christlich-Archäologischen Institute der Welt zu gründen, dessen Leitung er zunächst innehatte.
Piper erhielt am 19. Juni 1885 durch den König das Ritterkreuz des Königlichen Hausorden von Hohenzollern verliehen.

## Werke (Auswahl)
- Kirchenrechnung, Berlin 1841.
- Geschichte des Osterfestes seit der Kalenderreformation, zur Beurtheilung der wider das diesjährige Osterdatum erhobenen Zweifel, Berlin 1845.
- Mythologie und Symbolik der christlichen Kunst von der ältesten Zeit bis in's 16. Jahrhundert, 2 Bände, Weimar 1847–1851.
- Von der Harmonie der Sphären, Berlin 1850.
- Goethe’s nationale Stellung und die Errichtung seiner Statue in Berlin, Berlin 1860.
- Einleitung in die monumentale Theologie, Gotha 1867.
- (Hrsg.): Die Zeugen der Wahrheit. Lebensbilder zum evangelischen Kalender auf alle Tage des Jahres, 4 Bände, Leipzig 1874–1875.